# 西安交通大学航天航空学院
西安交通大学航天航空学院，简称航天学院，是中国西安交通大学的一个学院，其前身为成立于1923年的交通部南洋大学高等力学实验室。

## 历史
- 1923年：交通部南洋大学成立高等力学实验室。
- 1935年：设立航空专业。
- 1957年：交大西迁后组建数理系，设立我国首批力学专业。
- 1994年：工程力学等系所组建建筑工程与力学学院。
- 2003年：恢复组建航空航天学院，后更名航天航空学院。[1]

## 系所设置
- 工程力学系
- 航天工程系
- 航空工程系
- 科学计算与结构设计系

### 重点实验室及中心

#### 国家
- 机械结构强度与振动国家重点实验室
- 国际应用力学中心（ICAM）

#### 陕西省
- 力学实验教学国家示范中心[1]